# Ausbildungsunterstützung der Bundeswehr im Irak
Mit der Ausbildungsunterstützung der Bundeswehr im Irak wollte die deutsche Bundesregierung die kurdischen Peschmerga-Einheiten im Nordirak für den Kampf gegen den Islamischen Staat rüsten. Oberst i. G. Stephan Spöttel war der erste Kommandeur des deutschen Einsatzkontingentes der Ausbildungsunterstützung im Nordirak. Nach seinem Tod Ende September 2015
übernahm der stellvertretende Kommandeur Oberstleutnant Jan Heymann das Kommando über die 102 deutschen Soldaten.
Das Mandat der Bundeswehr wurde mehrfach verlängert und lief am 30. April 2018 aus. An ihre Stelle trat eine „Bekämpfungs- und Stabilisierungsmission“, die ebenfalls Ausbildungsaufgaben beinhaltet.

## Umfeld
Die Idee der Bundesregierung war es, die deutschen Unterstützungsleistungen in einen breiten politischen Ansatz, der von der großen Mehrheit der Staatengemeinschaft getragen wird, einzubetten. Ein Kernelement der internationalen Anstrengungen war dabei der nachhaltige Fähigkeitsaufbau der irakischen Streitkräfte sowie der Sicherheitskräfte der Regierung der Region Kurdistan-Irak. Von der irakischen Zentralregierung und der Regierung der Region Kurdistan-Irak wurde mehrfach unmittelbarer Unterstützungsbedarf für den Kampf gegen „IS“ eingefordert.
Die Peschmerga (kurdisch پێشمەرگە Pêşmerge, frei übersetzt: „Die dem Tod ins Auge Sehenden“) sind die Streitkräfte der Autonomen Region Kurdistan. Die Peschmerga sind verbunden mit bewaffneten Einheiten der politischen Parteien Komalah und PDK-I im Iran, wie den Einheiten mehrerer kurdischer Parteien in Syrien.

## Mandat und Politischer Rahmen
Für den Ausbildungseinsatz der Bundeswehr im Nordirak gab es kein UNO-Mandat. Die Bundesregierung sah den Einsatz aber dennoch als innerhalb eines „kollektiven Sicherheitssystems“ (Handelsblatt) als legitim an. Sie verwies auf eine Aufforderung des UNO-Generalsekretärs Ban Ki-Moon, im Kampf gegen den IS zu helfen, sowie auf entsprechende bilaterale Anfragen aus dem Irak. An dieser Sichtweise und der damit rechtlich und politischen Begründung der Bundesregierung gab und gibt es Zweifel.
Die Bundeswehr sollte die Sicherheitskräfte im Irak und in der Region Kurdistan-Irak mit einer Ausbildungsmission mit bis zu 100 bewaffneten Soldaten unterstützen, lautete der Plan der Bundesregierung Ende 2014. So lautete dann auch der Antrag der CDU/SPD-Bundesregierung im Januar 2015 gegenüber dem Bundestag. Die deutschen Streitkräfte würden „im Rahmen eines Systems kollektiver Sicherheit“ und als Teil „der internationalen Anstrengungen im Kampf gegen die Terrororganisation ISIS“ handeln, von der nach Feststellung des UN-Sicherheitsrates „eine Bedrohung für Weltfrieden und internationale Sicherheit“ ausgehe, schrieb die Bundesregierung in ihrem Antrag (18/3561). Am 29. Januar 2015 beschloss das Parlament in einer namentlichen Abstimmung die Mission mit den Stimmen der SPD und der CDU/CSU. Die einsatzbedingten Zusatzausgaben beziffert die Bundesregierung auf rund 33,2 Millionen Euro. Das Mandat ist bis zum 31. Januar 2016 befristet.
Am 28. Januar 2016 stimmte der Bundestag in namentlicher Abstimmung für die Verlängerung des Einsatzes bis zum 31. Januar 2017. Außerdem wurde das Kontingent auf 150 Soldaten angehoben, um die Ausbildungshilfe auf die Bereiche ABC-Fähigkeiten, Sanität und Logistik zu erweitern.
Mit Annahme des Antrags 19/1093 wurde die Ausbildungsmission nicht weiter verlängert und konnte zum 30. April 2018 auslaufen. An ihre Stelle trat eine „Bekämpfungs- und Stabilisierungsmission“, die ebenfalls Ausbildungsaufgaben beinhaltet. Im Oktober 2020 wurde das Mandat der Mission bis zum 31. Januar 2022 verlängert.

## Entwicklung
Bereits vor dem Beschluss des Bundestages für die Ausbildungsmission war das Auswärtige Amt aktiv geworden.
In Abstimmung mit dem Auswärtigen Amt waren bereits Ende August 2014 sechs deutsche Soldaten in den Nordirak geflogen. Sie bildeten das militärische Verbindungselement beim deutschen Generalkonsulat in Erbil. Anfang September 2014 wurde die erste Lieferung sogenannter nichtletaler, militärischer Ausrüstungsgegenstände (z. B. Gefechtshelme und Schutzwesten) in den Irak gebracht. Ende September 2014 folgte die erste Lieferung von Waffen und Munition. Mit insgesamt 20 Flügen wurden bis Anfang November 2014 weitere militärische Geräte (u. a. Feldküchen, Funkgeräte, Minensonden, Nachtsichtgeräte, Zelte) sowie Fahrzeuge und Waffen (u. a. Pistolen, Maschinenpistolen, Sturmgewehre, Maschinengewehre, Panzerfäuste) aus Bundeswehrbeständen über Bagdad nach Erbil transportiert. Insgesamt umfassten diese Transporte rund 1.365 Tonnen Material.
Neben Deutschland unterstützen zum Beispiel die USA, Frankreich, Italien, Australien und Tschechien die Peschmerga mit Waffen. Insgesamt kann laut Der Spiegel davon ausgegangen werden, dass mittlerweile die gesamte Kurden-Armee von rund 100.000 Mann zumindest mit adäquaten Handfeuerwaffen ausgestattet ist.
Die Führung der Bundeswehrmission bekommt von den Peschmerga Informationen über deren Aktionen. Im August 2015 berichtete die Bundeswehr, dass Einheiten der Peschmerga mit Giftgasgeschossen angegriffen wurden. Kurdische Peschmerga-Kämpfer klagten nach dem Einschlagen von Granaten 60 km vor Erbil über Reizungen der Atemwege. Beamte des Verteidigungsministeriums der USA vermuten, dass es sich um den Kampfstoff Senfgas handelt. Zuvor war man vom Einsatz von Chlorgas ausgegangen.
Ab November 2015 entsandte die Türkei türkischer Soldaten in die irakische Region um Mossul. Die Türkei habe die Pflicht, die Angehörigen der türkischen Ausbildunsgmission für irakischer Einheiten im Irak zu schützen. Die Türkei hat eine Ausbildungsmission im Irak. Dies führt zu Spannungen mit kurdischen Kräften.
Im August 2020 infizierten sich 6 Soldaten mit dem SARS-CoV-2

## Definierte Aufgaben
Die Bundeswehr definierte sich für den Einsatz folgende Aufgaben (nach Eigenveröffentlichung):
- Durchführung und Koordinierung von militärischen Ausbildungslehrgängen mit Schwerpunkt im Raum Erbil und in Abstimmung mit den internationalen Partnern der Allianz
- Verbindungs-, Beratungs- und Unterstützungsaufgaben gegenüber den Regierungen in Bagdad und Erbil (Autonome Region Kurdistan) sowie gegenüber ihren Sicherheitskräften und den Hauptquartieren der internationalen Allianz gegen „IS“.
- Gewährleistung von Führungs-, Verbindungs-, Schutz- und Unterstützungsaufgaben für die Durchführung des Einsatzes.
- bedarfsweise Koordination und Durchführung von Lieferungen humanitärer Hilfsgüter und militärischer Ausrüstung in den Nordirak (siehe unten).
- Koordination und gegebenenfalls Durchführung von strategischem Verwundetenlufttransport sowie Behandlung verwundeter kurdischer oder irakischer Sicherheitskräfte in Deutschland (ebenfalls geschehen).

## Deutsche Waffen für die Autonome Region Kurdistan
Die Bundeswehr lieferte laut Spiegel hauptsächlich Waffen, die keine lange Einweisung benötigen. Die gelieferten Waffen haben einen Wert von rund 70 Millionen Euro. Teile der Lieferung, zum Beispiel die MILAN-Raketen oder die Fahrzeuge, waren bei der Bundeswehr bereits ausgemustert, bzw. befanden sich kurz vor Ablauf der Haltbarkeit.

### Handfeuerwaffen
| Name              | Typ             | Kaliber           | Anmerkung                        |
| ----------------- | --------------- | ----------------- | -------------------------------- |
| Walther P1        | Pistole         | 9 × 19 mm         | 8.000 geliefert von Deutschland  |
| G36               | Sturmgewehr     | 5,56 × 45 mm NATO | 8.000 geliefert von Deutschland  |
| Heckler & Koch G3 | Sturmgewehr     | 7,62 × 51 mm NATO | 12.000 geliefert von Deutschland |
| MG3               | Maschinengewehr | 7,62 × 51 mm NATO | 50 von Deutschland               |

### Panzerabwehrwaffen
| Name            | Typ                   | Kaliber | Anmerkung                           |
| --------------- | --------------------- | ------- | ----------------------------------- |
| Panzerfaust 3   | Panzerabwehrhandwaffe | 60 mm   | 400 Stück                           |
| FFV Carl Gustaf | reaktive Panzerbüchse | 84 mm   | 40 Stück                            |
| MILAN           | Panzerabwehrlenkwaffe | 115 mm  | 60 Stück, geliefert von Deutschland |

- 500 Panzerabwehrraketen MILAN
- 10 ATF Dingo + Tanklastwagen
- drei Sanitätsfahrzeuge[13]
- mehrere Millionen Schuss Munition

### Verbleib der Waffen
Anfang 2016 gab es in deutschen Medien Berichte, dass Waffen aus diesen Lieferung auf Waffenmärkten im Nordirak zum Verkauf angeboten wurden. Dabei wurde sich auf Recherchen der ARD berufen. Die Berichterstattung über die Vorwürfen wurde zum damaligen Zeitpunkt schon kritisiert. In einem Artikel in Die Welt kritisierte beispielsweise der Journalist Alfred Hackensberger die Berichterstattung durch die Tagesthemen. Er erklärte, die Sachverhalte seien selektiv um wichtige Aspekte gekürzt oder dramatisiert. Tatsächliche Untersuchungen des Peschmerga-Ministeriums vor Ort haben nur „fünf Fälle von fehlenden Waffen“ ergeben. Nach Recherchen des Kriegsberichterstatters Enno Lenze konnte der Verbleib aller Waffen geklärt werden. Er kam zu dem Ergebnis, dass die Darstellung von NDR und WDR reißerisch, wenn nicht in Teilen sogar schlicht falsch war. So seien Personen falsch zitiert worden und Berichte von öffentlichen Stellen komplett ignoriert worden.

## Ausbildung der Peschmerga
Im November 2015 waren 93 Soldaten der Bundeswehr offiziell im Nordirak. Zur direkten Ausbildung wurden Einheiten der Infanterie (anfangs Fallschirmjäger; inzwischen unterschiedliche Truppenteile) bzw. Panzergrenadiere eingesetzt. Darüber hinaus waren einzelne Soldaten aus den Truppenteilen, aus denen die Ausrüstung kommt, vor Ort. Feldjäger übernahmen Ordnungsdienste. Sanitäter bauten zusammen mit Kameraden aus Schweden, Finnland, Norwegen, den Niederlanden ein Lazarett (Multinational Role 1) im Kurdistan Training Coordination Center zur allgemein- und notfallmedizinische Versorgung auf. Zur Eigensicherung und zur Kontrolle der Partner vor Ort, aber auch um Informationen über Gegner der Peschmerga zu gewinnen waren Kräfte des MAD im Nordirak. Ein weiterer Schwerpunkt lag auf der Ausbildung von Kraftfahrern, Instandsetzern und Kampfmittelräumern.

### Kurdistan Training Coordination Center
Die Bundeswehr baute auf dem Gelände des internationalen Flughafens von Erbil ein multinationales Camp für bis zu 400 Soldaten mit auf. Partnernationen sind Finnland, die Niederlande, Norwegen und Schweden. Dort befindet sich auch das international besetzte „Kurdistan Training Coordination Center“ (KTCC). Kommandeur des Centers ist im Wechsel ein italienischer oder deutscher Oberst. Hier sind auch italienische, ungarische, slowenische und britische Trainer eingesetzt.
Seit Beginn der Kämpfe um Mosul waren in der Nähe von Erbil (Camp Érable) auch 80 Soldaten der Kanadischen Streitkräfte stationiert. Sie betrieben dort ein Feldlazarett (Canadian-led Coalition Role 2 medical facility) und eine Fliegereinheit aus 4 CH-146 Griffon um MEDEVAC gewährleisten zu können. Für dieses Lazarett wurden auch einzelne Kräfte des Sanitätsdienstes der Bundeswehr abgestellt.

### Deutsche Ausbildungsanteile
Deutsche Fallschirmjäger bildeten Einheiten im Häuserkampf aus. 10 Peschmerga waren 2015 zur Ausbildung am ATF Dingo in der bayerischen Pionierschule der Bundeswehr. Für die MILAN-Ausbildung wurde eine Gruppe von Kurden im VN Ausbildungszentrum der Bundeswehr in Hammelburg trainiert, die die Kenntnisse dann an ihre Kameraden weitergeben soll.

## Kritik
Auf die Strategie und Politik der Kommandeure der Peschmerga hat die deutsche Bundesregierung und andere unterstützenden Staaten keinen Einfluss. Innerkurdische Konflikte sowie Territorialerweiterungen der kurdischen Gebiete mittels Waffengewalt sind anzunehmen.
Omid Nouripour (Grüne, Mitglied des Deutschen Bundestages) macht die Bundesregierung mitverantwortlich dafür, dass die Kurden im Nordirak mit deutschen Waffen die arabische Bevölkerung bedrängen würden. „Die Peschmerga nutzen die Waffen aus Deutschland jetzt dafür, ihre Autonomiegebiete zu vergrößern“, behauptete Nouripour. Es sei darüber hinaus schon zu Beginn des Krieges der Kurden gegen die Terrormiliz „Islamischer Staat“ klar gewesen, dass für das gelieferte Material „höchste Proliferationsgefahr“ bestehe.
Laut Nouripour würden die Waffen auch an die PYD weitergegeben, den syrischen Ableger der verbotenen Arbeiterpartei PKK. „Die Bundesregierung muss jetzt zeigen, dass sie im Gegenzug für die Waffenlieferungen auch politischen Einfluss auf die kurdische Führung nehmen kann“, sagte Nouripour im Februar 2015.

## Kontroverse
Nach dem Unabhängigkeitsreferendum am 26. September 2017 und Ausrufung der Unabhängigkeit durch Massud Barsani soll es bei Auseinandersetzungen zwischen Truppen der Zentralregierung und Peschmergagruppen auch zum Einsatz von durch Deutschland gelieferte Waffen gekommen sein.
„Wie das gemeinsame Einsatzkommando der irakischen Streitkräfte (JOC) meldet, sollen bei den Kämpfen um die ländliche Region Altun Kupri zwei Soldaten getötet worden sein, als die Regierungstruppen dort auch unter Beschuss deutscher Panzerabwehrraketen gerieten.“
Einige deutsche Politiker, allen voran Omid Nouripour (Bündnis 90/Die Grünen) und Norbert Röttgen (CDU) fordern nun ein Ende der Waffenlieferungen, Ausbildung und sonstigen Unterstützung.
Bundesverteidigungsministerin Ursula von der Leyen sah dies jedoch nicht als bedenklich, wie ein Sprecher des Ministeriums verkündete: „In dem Kriegsgebiet sei es zwar nicht möglich, den Verbleib jeder Waffe nachzuverfolgen“, sagte ein Sprecher des Verteidigungsministeriums. Die Kurden hätten der Bundesregierung aber zugesichert, die an sie gelieferten Waffen aus Deutschland nur gegen den IS einzusetzen. „Wir haben jetzt wirklich keinen Anlass, daran zu zweifeln, dass gegen diese Vereinbarungen in größerem Umfang verstoßen wird“, sagte der Sprecher. Man beobachte die Lage genau."